# Катастрофа L-410 в Кемеровській області
19 червня 2021 року в районі аеродрому Танай розбився літак Let L-410UVP-E. Загинули 7 пасажирів, у тому числі четверо членів екіпажу.

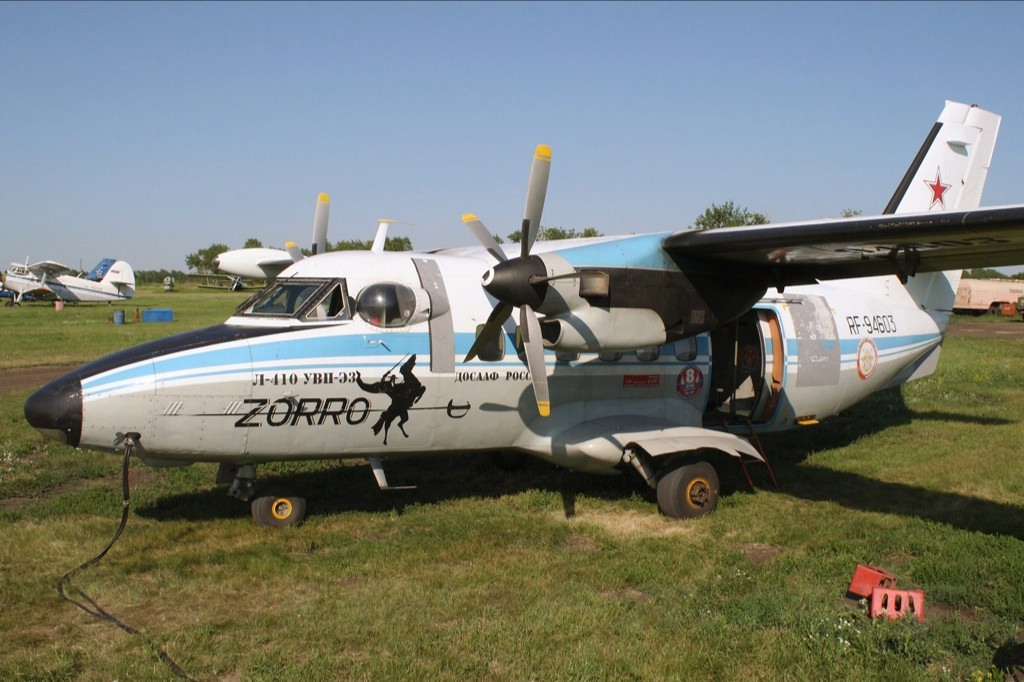
RF-94603 на аеродромі Танай у 2014 році

## Інцидент
ДОСААФ L-410UVP-E3 (RF-94603), серійний номер 21-05, розбився на полі поблизу аеропорту Танай, Кемеровська область (Росія). З 19 осіб, присутніх на борту, 7 загинули.
Літак здійснював тренувальний політ із парашутистами. Під час польоту капітан повідомив про несправність двигуна і вирішив повернути літак в аеропорт, який під час розвороту літак заглух і підрізав крилами дерева, а потім розбився.